# Allonothrus dhananjayi
Allonothrus dhananjayi är en kvalsterart som beskrevs av Anurup Kumar Sarkar 1991. Allonothrus dhananjayi ingår i släktet Allonothrus och familjen Trhypochthoniidae. Inga underarter finns listade i Catalogue of Life.